# Đội tuyển bóng đá bãi biển quốc gia Latvia
Đội tuyển bóng đá bãi biển quốc gia Latvia đại diện Latvia ở các giải thi đấu bóng đá bãi biển quốc tế và được điều hành bởi LFF, cơ quan quản lý bóng đá ở Latvia.

## Đội hình hiện tại
Ghi chú: Quốc kỳ chỉ đội tuyển quốc gia được xác định rõ trong điều lệ tư cách FIFA. Các cầu thủ có thể giữ hơn một quốc tịch ngoài FIFA.
| Số | VT | Quốc gia | Cầu thủ          |
| -- | -- | -------- | ---------------- |
| 1  | TM |          | Aigars Bondars   |
| 2  | HV |          | Ģirts Paulis     |
| 5  | TĐ |          | Valdis Veinbergs |
| 7  | HV |          | Gatis Rožkalns   |
| 10 | TĐ |          | Dāvids Vecaukums |

Huấn luyện viên: Valts Būmanis
Bản mẫu:Đội tuyển bóng đá bãi biển châu Âu
Bản mẫu:Bóng đá bãi biển thế giới
Bản mẫu:Đội tuyển thể thao quốc gia Latvia